# گرهارد وینبرگ
گرهارد وینبرگ (انگلیسی: Gerhard Weinberg؛ زادهٔ ۱ ژانویهٔ ۱۹۲۸) تاریخ‌نگار، استاد دانشگاه، و نویسنده اهل ایالات متحده آمریکا است.
وی همچنین برندهٔ جوایزی همچون کمک‌هزینه گوگنهایم شده‌است.